# Kanton Cotignac
Der Kanton Cotignac war bis 2015 ein französischer Wahlkreis im Arrondissement Brignoles, im Département Var und in der Region Provence-Alpes-Côte d’Azur; sein Hauptort war Cotignac. Vertreter im Generalrat des Départements war zuletzt von 1988 bis 2015 Jean-Louis Aléna (PS).
Der Kanton lag im Mittel auf 148 Meter Höhe. Der tiefste Punkt lag mit 95 m in Saint-Antonin-du-Var, der höchste mit 712 m in Cotignac.

## Gemeinden
Der Kanton bestand aus sechs Gemeinden:
| Gemeinde             | Einwohner Jahr | Fläche km² | Bevölkerungsdichte | Code INSEE | Postleitzahl |
| -------------------- | -------------- | ---------- | ------------------ | ---------- | ------------ |
| Carcès               | 3.406 (2013)   | 35,76      | 95 Einw./km²       | 83032      | 83570        |
| Correns              | 868 (2013)     | 37,06      | 23 Einw./km²       | 83045      | 83570        |
| Cotignac             | 2.292 (2013)   | 44,26      | 52 Einw./km²       | 83046      | 83570        |
| Entrecasteaux        | 1.080 (2013)   | 32,11      | 34 Einw./km²       | 83051      | 83570        |
| Montfort-sur-Argens  | 1.283 (2013)   | 11,92      | 108 Einw./km²      | 83083      | 83570        |
| Saint-Antonin-du-Var | 717 (2013)     | 17,64      | 41 Einw./km²       | 83154      | 83510        |